# آدام اوسبرن
آدام اوسبرن (انگلیسی: Adam Osborne؛ زاده ۶ مارس ۱۹۳۹ درگذشته ۱۸ مارس ۲۰۰۳) یک دانشمند در زمینه فناوری اهل ایالات متحده آمریکا بود.